# حوض‌انبار رباط زیارت
حوض انبار رباط زیارت مربوط به سدهٔ ۹ ه.ق است و در شهرستان خواف، بخش مرکزی، روستای فدک واقع شده و این اثر در تاریخ ۱۲ بهمن ۱۳۸۱ با شمارهٔ ثبت ۷۴۷۸ به‌عنوان یکی از آثار ملی ایران به ثبت رسیده است.